# Åsak en Hjortsta
Åsak en Hjortsa (Zweeds: Åsak och Hjortsa) is een småort in de gemeente Hudiksvall in het landschap Hälsingland en de provincie Gävleborgs län in Zweden. Het småort heeft 63 inwoners (2005) en een oppervlakte van 17 hectare. Eigenlijk bestaat het småort uit twee plaatsen: Åsak en Hjortsa.